# Arnold Yarrow
Arnold Yarrow, né le 17 avril 1920 à Londres (Angleterre) et mort le 9 décembre 2024 à Herne Bay (Kent, Angleterre), est un acteur, scénariste et romancier britannique. Il est surtout connu pour son bref rôle du maçon juif Benny Bloom dans le feuilleton télévisé EastEnders. Comme le personnage, il est juif.
En outre, il est connu des fans de Doctor Who pour son interprétation du petit chef d'Exxilon, Bellal, dans le feuilleton Death to the Daleks diffusé en 1974.
D'autres apparitions à la télévision incluent des rôles dans Crane, Ghost Squad, Coronation Street, Dr. Finlay's Casebook, The Onedin Line et London's Burning ainsi qu'un rôle dans le film Son of the Pink Panther.
Le travail d'écriture de scénario d'Arnold Yarrow comprend des épisodes de Crown Court, Warship; Softly, Softly: Task Force et EastEnders. En plus de cela, Yarrow a écrit de nombreux livres tels que des adaptations télévisées comme Softly Softly Casebook et Softly Softly Murder Casebook ainsi que ses propres romans Death is a Z et The Grease-Paint Monkey.
Arnold Yarrow a eu 100 ans en avril 2020. Il a vécu à Herne Bay dans le Kent jusqu'à sa mort le 9 décembre 2024 à l'âge de 104 ans.

## Filmographie
Source:

### En tant qu'éditeur d'histoire
| Année | Titre          | Remarques  |
| ----- | -------------- | ---------- |
| 1976  | Second Verdict | 6 épisodes |

### En tant qu'éditeur de scénario
| Année     | Titre                     | Remarques   |
| --------- | ------------------------- | ----------- |
| 1968-1969 | Softly Softly             | 37 épisodes |
| 1969-1971 | Softly Softly: Task Force | 42 épisodes |
| 1971      | Barlow at Large           | 3 épisodes  |

### En tant que scénariste
| Année     | Titre                     | Remarques                                      |
| --------- | ------------------------- | ---------------------------------------------- |
| 1960      | Suspense                  | Saison 1 Épisode 1 : « Le signal d'alarme »    |
| 1962      | Forræderiet               | Film télévisé                                  |
| 1970-1976 | Softly Softly: Task Force | 20 épisodes                                    |
| 1973-1974 | Barlow at Large           | 3 épisodes                                     |
| 1974      | Crown Court               | 3 épisodes                                     |
| 1976      | Warship                   | Saison 3 Épisode 10 : « Le Boucanier »         |
| 1976      | Second Verdict            | Saison 1 Épisode 3 : « Barbe-Bleue Française » |
| 1992-1994 | EastEnders                | 10 épisodes                                    |

### En tant qu'acteur

#### Cinéma
| Année | Titre                       | Rôle                    | Remarques |
| ----- | --------------------------- | ----------------------- | --------- |
| 1974  | Mahler                      | Grand-père              |           |
| 1993  | Le Fils de la Panthère rose | Oncle Idris             |           |
| 1993  | Gengis Cohn                 | Gardien de la synagogue |           |

#### Télévision
| Année     | Titre                            | Rôle                   | Remarques                                                                          |
| --------- | -------------------------------- | ---------------------- | ---------------------------------------------------------------------------------- |
| 1956      | Without Vision                   | Emrys                  | Téléfilm                                                                           |
| 1956      | Nom-de-Plume                     | Sentry                 | Saison 1 Épisode 17: "The Free Air"                                                |
| 1956      | Over to William                  | Mr. Carroway           | Saison 1 Épisode 8: "William's Lucky Day"                                          |
| 1957      | Television World Theatre         | Le Fer                 | Saison 1 Épisode 1: "The Life of Henry V"                                          |
| 1957      | ITV Television Playhouse         | Shayk des ouvriers     | Saison 2 Épisode 47: "Desert Patrol"                                               |
| 1958      | Macbeth                          | Première sorcière      | 2 épisodes                                                                         |
| 1958      | Doomsday for Dyson               | Scientifique           | Téléfilm                                                                           |
| 1958      | Dial 999                         | Sammy Wilson           | Non crédité; Saison 1 Épisode 12: "The Big Fish"                                   |
| 1959      | The Vise                         | Blake                  | Saison 6 Épisode 21: "Dilemma for Harry"                                           |
| 1959      | Glencannon                       | Conducteur de camion   | Saison 1 Épisode 13: "Crocodile Tears"                                             |
| 1959      | ITV Play of the Week             | M. Greville            | Saison 4 Épisode 36: "The Age of Juliet"                                           |
| 1960      | ITV Television Playhouse         | Luigi Bonasera         | Saison 5 Épisode 22: "The English Captain"                                         |
| 1960      | Hotel Imperial                   | Petit homme            | Saison 2 Épisode 8: "The Leopardess in 424"                                        |
| 1960      | Man from Interpol                | Mayli                  | Saison 1 Épisode 10: "The Doll Maker"                                              |
| 1960      | The Roving Reasons               | N/A                    | Saison 1 Épisode 10: "The Gibbering Gibraltarian"                                  |
| 1960      | The Haunted House                | Misargyrides           | Saison 1 Épisode 1: "Part 1"                                                       |
| 1960      | Barnaby Rudge                    | Tailor                 | Saison 1 Épisode 10                                                                |
| 1960      | Armchair Theatre                 | Bates                  | Saison 4 Épisode 15: "Rain"                                                        |
| 1961      | Armchair Theatre                 | Responsable            | Saison 4 Épisode 30: "The Hero"                                                    |
| 1961      | Colonel Trumper's Private War    | N/A                    | Saison 1 Épisode 1: "Operation Lubenski"                                           |
| 1962      | The Andromeda Breakthrough       | President d'Azaran     | 3 épisodes                                                                         |
| 1962      | ITV Play of the Week             | Bilton                 | Saison 8 Épisode 8: "Major Barbara"                                                |
| 1963      | ITV Play of the Week             | Luigi                  | Saison 8 Épisode 19: "Darkness at Noon"                                            |
| 1963      | Ghost Squad                      | Dr. Malik              | Saison 2 Épisode 5: "Death of a Sportsman"                                         |
| 1963      | BBC Sunday-Night Play            | Nikifor                | Saison 4 Épisode 20: "The Fall of Mendel Krick"                                    |
| 1963      | Crane                            | Louis Barreto          | Saison 1 Épisode 4: "My Deadly Friend"                                             |
| 1963      | Festival                         | Docteur en philosophie | Saison 1 Épisode 9: "The Fire Raisers"                                             |
| 1963      | Boyd Q.C.                        | N/A                    | Saison 6 Épisode 13: "Fishy Story"                                                 |
| 1963      | Story Box                        | Conducteur de tram     | Épisode: "Emil and the Detectives"                                                 |
| 1964      | Story Box                        | Balin                  | Épisode: "Books - The Hobbit"                                                      |
| 1965      | Front Page Story                 | Claude Dupuis          | Saison 1 Épisode 14: "Background Only: Not for Publication"                        |
| 1965      | Coronation Street                | Enquêteur              | Saison 1 Épisode 493                                                               |
| 1965      | For Whom the Bell Tolls          | Miguel                 | Saison 1 Épisode 4: "The Bridge"                                                   |
| 1966      | The Man in the Mirror            | Waldo                  | 6 épisodes                                                                         |
| 1967      | Vacant Lot                       | N/A                    | Saison 1 Épisode 7: "Criminal Negligence"                                          |
| 1967      | Theatre 625                      | Stevo                  | Saison 5 Épisode 6: "The Single Passion"                                           |
| 1968      | Dr. Finlay's Casebook            | Le Pape                | Saison 6 Épisode 22: " 'Is there anybody there ?' Said the traveller"              |
| 1968      | Life with Cooper                 | Rôles divers           | Saison 2 Épisode 6: "The Second Holiday"                                           |
| 1968      | The Revenue Men                  | Louie Fisher           | Saison 1 Épisode 4: "I'd Rather Be in Philadelphia"                                |
| 1969      | Armchair Theatre                 | Enrico                 | Saison 9 Épisode 3: "What's a mother for ?"                                        |
| 1974      | Doctor Who                       | Bellal                 | 3 épisodes; feuilleton: Death to the Daleks                                        |
| 1980      | The Onedin Line                  | Mishin                 | Saison 8 Épisode 2: "Revenge"                                                      |
| 1980      | Wainwrights' Law                 | Inspecteur             | Saison 1 Épisode 6: "The Party of the First Part"                                  |
| 1980      | A Little Silver Trumpet          | Mr. Hynes              | Saison 1 Épisode 3                                                                 |
| 1982      | The Chinese Detective            | Vieux monsieur         | Saison 2 Épisode 5: "Bounty Hunter"                                                |
| 1983      | Jemima Shore Investigates        | Dr. Otto Hahn          | Saison 1 Épisode 5: "Dr. Ziegler's Casebook"                                       |
| 1984      | Cold Warrior                     | Graarud                | Saison 1 Épisode 5: "The Immigrants"                                               |
| 1987      | One by One                       | Dr. Breen              | Saison 3 Épisode 5: "The Monkey in Between"                                        |
| 1988-1989 | EastEnders                       | Mr. Bloom              | 16 épisodes                                                                        |
| 1989      | EastEnders                       | Benny                  | Saison 1 Épisode 413                                                               |
| 1993      | London's Burning                 | Commerçant             | Saison 6 Épisode 5                                                                 |
| 2010      | The Sarah Jane Adventures        | Bellal                 | Non crédité; images d'archive; Saison 4 Épisode 6: "Death of the Doctor: Part Two" |
| 2012      | Beneath the City of the Exxilons | Lui-même               | Court-métrage documentaire                                                         |